# Микеладзе, Григол
Григол Микеладзе (груз. გრიგოლ მიქელაძე, 30 июля 1954, Грузинская ССР) — грузинский инженер, государственный и политический деятель. Депутат парламента Грузии VI созыва (с 2016 по 2020 годы).

## Биография
Родился 30 июля 1954 года в Грузинской ССР. 
В 1983 году завершил обучение в Грузинском политехническом институте по специальности "Механическое оборудование предприятий строительных материалов и конструкций". Получил квалификацию инженер-строитель. С 1984 по 1986 годы проходил обучение и успешно окончил Бакинскую высшую партийную школу.

## Трудовая деятельность
С 1974 по 1977 годы трудился рабочим Тбилисского строительно-монтажного управления N1 железной дороги. 
С 1977 по 1983 годы исполнял обязанности работника художественного техникума Николадзе. В 1983 году являлся секретарем комитета комсомола 14-го треста. 
С 1983 по 1984 годы работал главным инженером второго отделения 14-го треста "Тбилкалакмшени". В эти годы одновременно стал слушателем Бакинской высшей партийной школы. 
С 1986 по 1987 годы осуществлял трудовую деятельность инспектором организационного отдела Калининского района Тбилиси. 
С 1987 по 1989 годы - секретарь парткома "Трестинжмшен". 
С 1989 по 1991 годы работал в должности заместителя начальника строительно-проектного отдела Министерства сельского хозяйства Грузии. 
С 1991 по 1992 годы являлся председателем наблюдательного совета ООО "Транссервис". 
С 1992 по 1996 годы работал начальником отдела международных перевозок и внешнеэкономических связей Грузинской железной дороги, позже назначен заместителем председателя. 
С 1996 по 2007 годы - председатель наблюдательного совета ООО "Сакркилигзаэкспедиция". 
С 2003 по 2016 годы трудился председателем Наблюдательного совета ООО "Транссервис".

## Политическая деятельность
С 2016 по 2020 годы являлся депутатом парламента Грузии 6-го созыва по одномандатному округу №55 Самтредиа от избирательного блока «Грузинская мечта — Демократическая Грузия.